# رادیان بر ثانیه
رادیان بر ثانیه، که با rad·s−۱ یا rad/s نشان داده می‌شود، یکای سرعت زاویه‌ای در سامانهٔ SI است. رادیان بر ثانیه، همچنین یکای بسامد زاویه‌ای نیز هست.
رادیان بر ثانیه، به‌صورت تغییر جهت‌گیری یک جسم بر حسب رادیان در هر ثانیه تعریف می‌شود. با توجه به اینکه رادیان بدون دیمانسیون است، از نظر ابعادی معادل با هرتز است.
| بسامد زاویه‌ای، ω   | بسامد، {\displaystyle f=\omega /{2\pi }} |
| ------------------ | ---------------------------------------- |
| ۲π رادیان بر ثانیه | دقیقاً ۱ هرتز                             |
| ۱ رادیان بر ثانیه  | تقریباً ۰٫۱۵۹۱۵۵ هرتز                     |
| ۱ رادیان بر ثانیه  | تقریباً ۵۷٫۲۹۵۷۸ درجه بر ثانیه            |
| ۱ رادیان بر ثانیه  | تفریباً ۹٫۵۴۹۳ دور بر دقیقه               |
یکی از کاربردهای مهم یکای رادیان بر ثانیه، در محاسبهٔ توان منتقل‌شده توسط یک محور دوار است. توان منتقل‌شده توسط یک محور دوار، P، (بر حسب وات) از حاصل‌ضرب سرعت دوران محور (بر حسب رادیان بر ثانیه) در گشتاور موجود در محور (بر حسب نیوتن متر) بدست می‌آید.